# Aubignosc
Aubignosc är en kommun i departementet Alpes-de-Haute-Provence i regionen Provence-Alpes-Cote d'Azur i sydöstra Frankrike. Kommunen ligger  i kantonen Volonne som ligger i arrondissementet Forcalquier. År 2022 hade Aubignosc 624 invånare.

## Befolkningsutveckling
Antalet invånare i kommunen Aubignosc
Referens: INSEE